# 布里地区圣瑞斯特
布里地区圣瑞斯特（法語：Saint-Just-en-Brie，法語發音：[sɛ̃ ʒyst ɑ̃ bʁi] ⓘ），或纯音译作圣瑞斯特昂布里，是法国法蘭西島大區塞纳-马恩省的一个市镇，属于普罗万区。 

## 地理
布里地区圣瑞斯特（48°36'47"N, 3°6'59"E）面积7.36 平方千米，位于法国法蘭西島大區塞纳-马恩省，该省份为法国北部内陆省份，北起瓦兹省，西接埃松省、马恩河谷省、塞纳-圣但尼省和瓦兹河谷省，南至卢瓦雷省，东南接约讷省，东临马恩省和奥布省，东北接埃纳省。
与布里地区圣瑞斯特接壤的市镇（或旧市镇、城区）包括：沙托布洛、布里地区拉克鲁瓦、茹伊勒沙泰勒、佩西、维约香槟、舍努瓦斯-屈沙尔穆瓦。

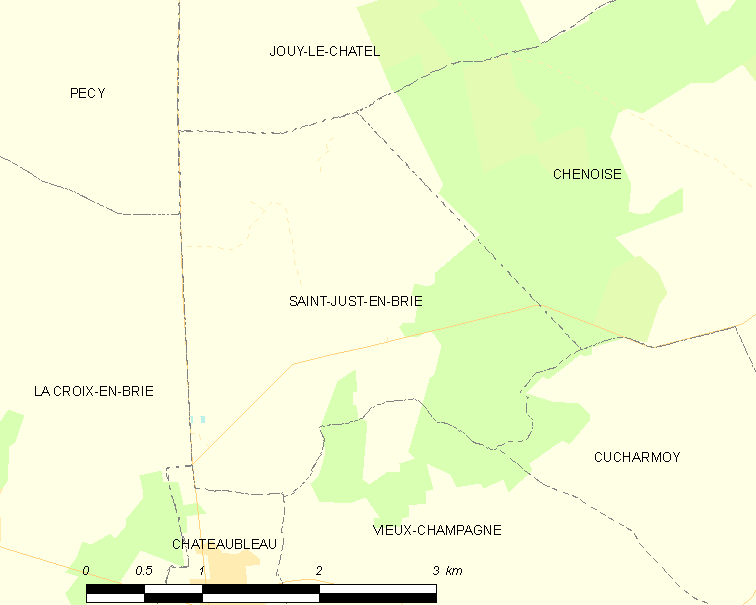
布里地区圣瑞斯特的OSM定位图

布里地区圣瑞斯特的时区为UTC+01:00、UTC+02:00（夏令时）。

## 行政
布里地区圣瑞斯特的邮政编码为77370，INSEE市镇编码为77416。

## 政治
布里地区圣瑞斯特所属的省级选区为楠日县。

## 人口

1962-2008年间布里地区圣瑞斯特人口变化图示

布里地区圣瑞斯特于2022年1月1日时的人口数量为264人。